# Comité représentatif de la communauté ukrainienne en France
Le Comité représentatif de la communauté ukrainienne en France (CRCUF) est une association loi de 1901.
| Portrait           | Identité                             | Période | Période | Durée |
| Portrait           | Identité                             | Début   | Fin     | Durée |
| ------------------ | ------------------------------------ | ------- | ------- | ----- |
| Nathalie Pasternak | Nathalie Pasternak (d) (1965 - 2016) | 2004    |         |       |